# Герпангина
 Герпанги́на  (энтерови́русный везикуля́рный фаринги́т, анги́на герпети́ческая) — острая инфекционная болезнь с внезапным подъёмом температуры тела, болями в горле, нарушением акта глотания, воспалением глоточных образований, появлением везикул на задней стенке глотки или мягком нёбе с последующим их изъязвлением, иногда болями в животе, тошнотой и рвотой. Чаще развивается в детском возрасте.
Несмотря на название, никакого отношения к ангине и герпетической природе не имеет и является разновидностью фарингита.

## Этиология
Возбудители — вирусы Коксаки группы А; наиболее часто поражения вызывают вирусы сероваров 2-6, 8 и 10. Реже герпетическую ангину вызывают вирусы Коксаки группы В или эховирусы.
Заболевание отличается высокой контагиозностью, передается воздушно-капельным и редко фекально-оральным путём.

## Симптомы
- Высокая температура до 41 °C.
- Боли в горле, сложность при глотании.
- Насморк.

Основным отличительным симптомом является появление на задней стенке глотки, миндалинах, мягком нёбе, язычке, передней части ротовой полости мелких красноватых пузырьков с серозным (светлым, не мутным) содержимым, напоминающих герпетические поражения. К концу 1-х-2-х суток появляется катаральный синдром — покраснение дужек, язычка, задней стенки глотки, возможны появления вулдыриков на руках и ногах. В первые двое суток на миндалинах и дужках появляются серовато-белые элементы до 2 мм в диаметре, количество которых может достигать 20. Папулы превращаются в пузырьки диаметром 5 мм, которые вскоре лопаются, оставляя после себя эрозии, покрытые сероватым налетом с красноватым венчиком по периферии. Эрозии заживают бесследно через 4-6 дней.
Симптоматическое лечение: полоскание горла, обильное питье, рациональное питание, поливитамины. Следует избегать употребление пищи механически грубой и обладающей раздражительным действием (солёной, острой, кислой). При лихорадке — жаропонижающие средства.
Специфическое лечение не требуется. При возникновении бактериальных осложнений назначают антибиотики широкого спектра действия.

## Осложнения
- Менингит (воспаление мозговых оболочек).
- Энцефалит (воспаление ткани мозга).
- Миокардит (воспаление мышцы сердца).

Прогноз благоприятный: заболевание заканчивается полным выздоровлением.

## Профилактика
Специфической профилактики не разработано. Профилактические мероприятия такие же, как при других респираторных вирусных инфекциях: общеукрепляющие и оздоровительные мероприятия (закаливание, сбалансированное питание и т. д.), своевременное выявление и изоляция больных.

## Лечение
Герпангиной чаще болеют дети до 3-х лет. Лечение герпангины носит симптоматический характер и включает применение медикаментозных средств, полосканий и витаминотерпию. С первых дней заболевания больной должен соблюдать постельный режим. Вплоть до полного выздоровления необходимо изолироваться от других членов семьи, не болевших ранее герпангиной. Комнату необходимо проветривать несколько раз в день и ежедневно проводить влажную уборку.